# Coldwood Interactive
Coldwood Interactive AB är ett svenskt datorspelsföretag, grundat 2003 i Umeå av fem personer som alla tidigare arbetat i datorspelsföretaget Daydream Software (1994–2003). Coldwood har sedan dess gjort spel för sex plattformar: PC, Xbox och Xbox 360, Playstation 2 och 3 och PSP.
Våren 2015 fick Coldwood stor uppmärksamhet på spelmässan E3, för sin demo av nya spelet Unravel. I februari 2016 släpptes spelet officiellt för PC, PS4 och Xbox One, och har fått ett mycket positivt mottagande.

## Historia
Coldwood har rötter i Daydream, det första svenska datorspelsföretag som börsnoterades (1997) i upptakten till IT-boomen. Daydreams tidiga spel fick bra recensioner och aktiekursen steg med raketfart, men omsättningen var inte tillräcklig. Det snabbt växande företaget kunde inte räddas av nyemissioner, och nya ägare gav sig in i affärer allt längre från spelbranschen – tills allt sprack 2003, och alla spelutvecklare sades upp.
Fem av dem slog sig då samman och grundade North 64 – Umeås breddgrad – men de bytte snart namn till Coldwood Interactive. Flera av grundarna hade en bakgrund både i Umeås hardcore-scen och vid Umeå universitet, där de läst sådant som Fysikerprogrammet och  datavetenskap. 
Måhända "brända" av börscirkusen kring Daydream avstod Coldwood de första åren från att ta in externt kapital. De nöjde sig med "Starta eget-bidrag" och lokaler i kommunens inkubator BIC Factory i företagsparken Umestan, och var också engagerade i planering och som lärare när Luleå tekniska universitet drog igång datorspelsutbildning vid Campus Skellefteå.
Coldwood fokuserade på skid- och snöskoterspel, flera av dem på beställning från internationella spelföretag. Produktionen tog en delvis ny riktning med boxningsspelet The Fight (2010) – som med 666 000 sålda spel är företagets bästsäljare, hittills – och motionspelet Move Fitness (2013).
Sommaren 2011 köptes Coldwood upp av det svenska spelutvecklarföretaget Stillfront.
Sedan ett stort projekt lagts ned 2014 hotades företaget av nedläggning. Det var då utvecklaren Martin Sahlin fick idén till Unravel. När de skickade runt en prototyp av spelet fick de napp hos en av branschens större distributörer, amerikanska Electronic Arts.

## Ludografi
| Version                      | År   | Konsol                                     | Förlag                             |
| ---------------------------- | ---- | ------------------------------------------ | ---------------------------------- |
| Ski Racing 2005              | 2004 | Microsoft Windows, Playstation 2, Xbox     | JoWooD Productions                 |
| Ski Racing 2006              | 2005 | Microsoft Windows, Playstation 2, Xbox     | JoWooD Productions                 |
| Ski-Doo Snow X Racing        | 2007 | Microsoft Windows, Playstation 2           | V.2 Play Valcon Games              |
| Freakout: Extreme Freeride   | 2007 | Microsoft Windows, Playstation 2, PSP      | JoWooD Productions                 |
| onGOLF                       | 2008 | Microsoft Windows                          | onGOLF                             |
| Ski-Doo Snowmobile Challenge | 2009 | Playstation 3, Xbox 360                    | Valcon Games                       |
| The Fight – Lights Out       | 2010 | Playstation 3                              | Sony Computer Entertainment Europe |
| Move Fitness                 | 2013 | Playstation 3                              | Sony Computer Entertainment Europe |
| Unravel                      | 2016 | Microsoft Windows, Playstation 4, Xbox One | Electronic Arts                    |
| Unravel Two                  | 2018 | Microsoft Windows, Playstation 4, Xbox One | Electronic Arts                    |